# Poggio San Dionisio
Poggio San Dionisio ist eine Fraktion (italienisch frazione) von Valfabbrica in der Provinz Perugia, Region Umbrien in Italien.

## Geografie
Der Ort liegt etwa 1,5 km nordöstlich des Hauptortes Valfabbrica und etwa 18 km nordöstlich der Provinz- und Regionalhauptstadt Perugia. Der Ort liegt bei 508 m s.l.m. und hatte 2001 etwa 30 Einwohner.

## Geschichte
Namensgebend für den Ort, der auch Poggio San Dionigi oder Poggio di Sotto, Poggio Inferiore, Poggio del Priore, Poggio dei Porcelli genannt wird, ist Dionysius Areopagita. 1232 gehörte der Ort als Poggio di Valfabbrica zur Balìa von Assisi, 1469 erscheint der Ort unter der Herrschaft von Perugia, die hier Cristoforo Scialacqua aus Casacastaldo als lokalen Herrscher installierte. Mit der Einheit Italiens wurde der Ort Ortsteil von Valfabbrica.

## Sehenswürdigkeiten
- San Dionisio, Kirche im Ortskern, die dem Dionysius Areopagita geweiht ist.

Bilder von Poggio San Dionisio
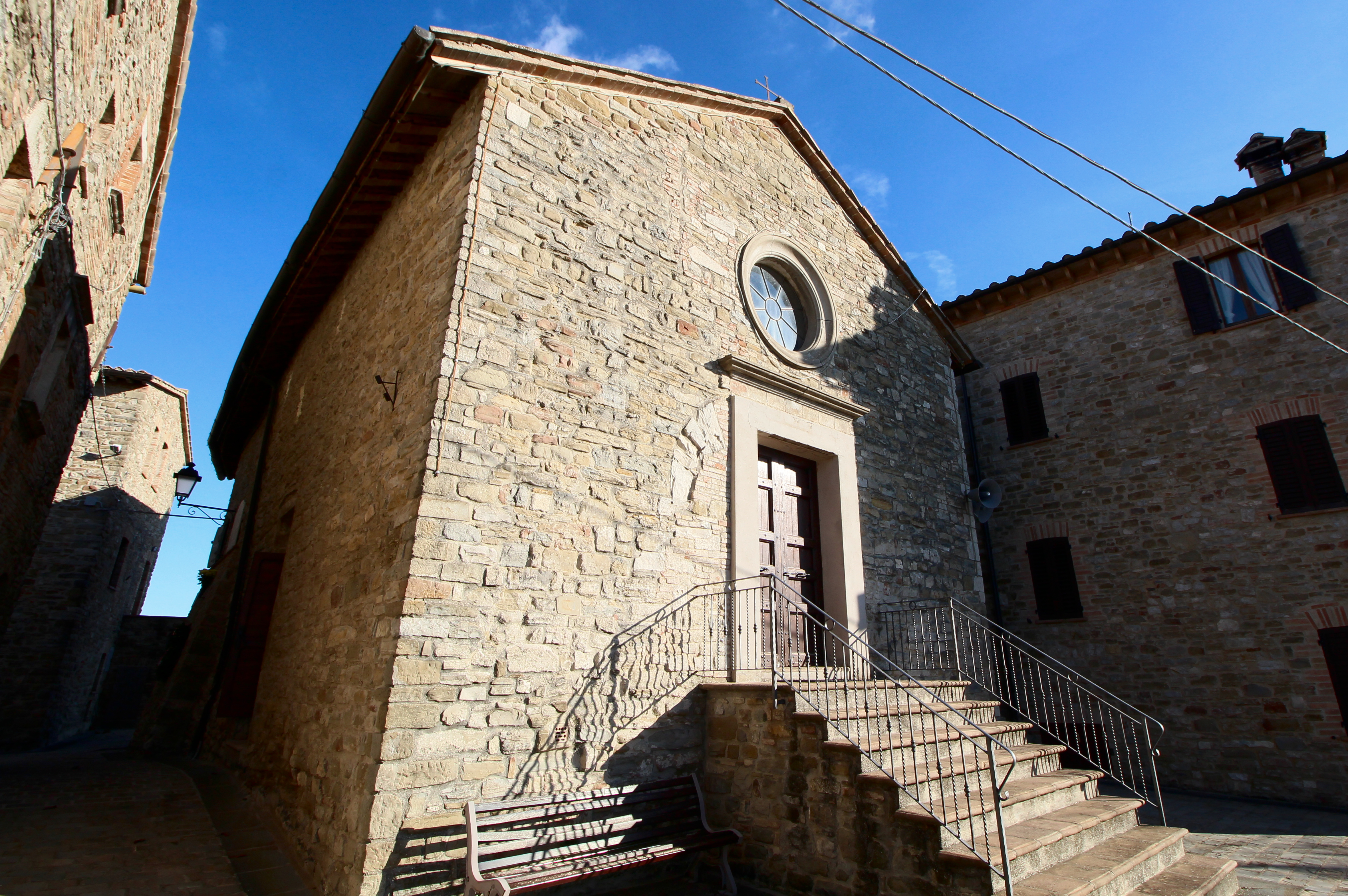
Die Kirche von San Dionisio
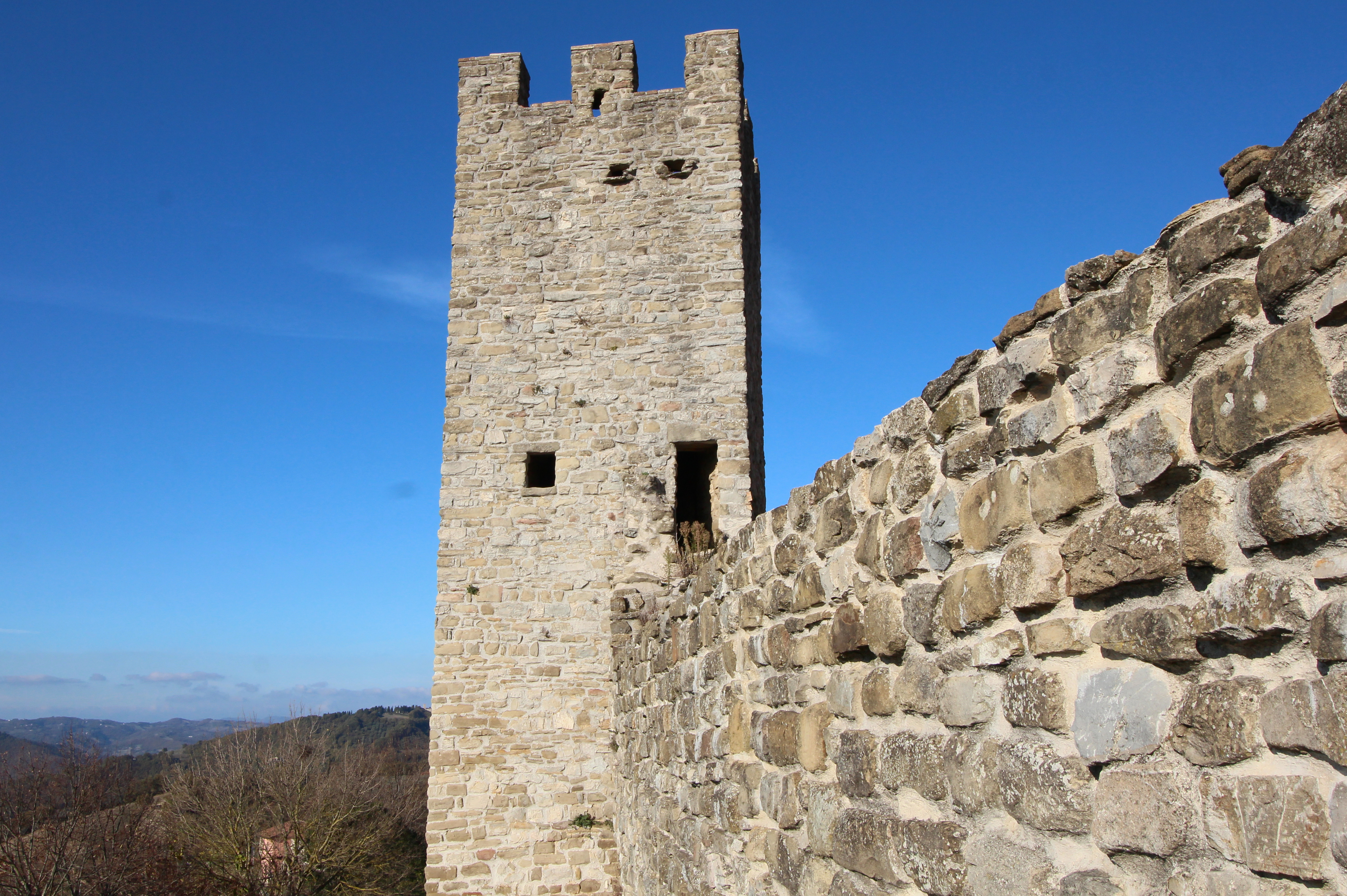
Befestigungsmauern und Wehrturm